# Asociación de Ganaderos de Tenerife
Asociación de Ganaderos de Tenerife o simplemente AGATE, fundada en 1991, es una asociación ganadera española radicada en las islas de Tenerife.

## Historia
Fue constituida en San Cristóbal de La Laguna (Tenerife, Canarias), en 1991. En ella están integrados diversos colectivos ganaderos, asociaciones de defensa sanitaria (ADS), y federaciones.
Fue creada con el objetivo de representar y estructurar al sector ganadero en la Isla, que hasta ese momento se encontraba bastante diluido. Participa en el Matadero Insular de Tenerife (MIT), y creó la filial COAGATE.
Desde su fundación está presidida por Pedro Molina Ramos y, en 1993, la plancha electoral presentada por AGATE asumió también la presidencia de la Sociedad Cooperativa del Campo La Candelaria.
Su gestión ha permitido a los ganaderos una mayor competitividad y también el rescate de algunas razas autóctonas. Así mismo ha liderado una importante serie de luchas sociales referidas a la defensa del suelo rústico del municipio lagunero, como las llevadas a cabo en los años 1995 y 1997, en contra del Plan General, que consiguieron paralizar y modificar, después de sonadas manifestaciones que tuvieron el apoyo de gran parte de la sociedad. También ha sido el referente en la lucha en contra de las expropiaciones y ocupación de más suelo rústico en la zona de Los Rodeos, con numerosos planeamientos urbanísticos y por parte del Ministerio de Defensa, así como de AENA.[cita requerida]
Es la encargada de organizar, desde hace 34 años (2011), la Feria de Ganado de San Benito.
Actualmente (2011) dentro de AGATE se encuentran, entre otras, las siguientes organizaciones:
- FARACAN (Federación de Razas Autóctonas Canarias)
- ACRICATI (Asociación de Criadores de Cabra Tinerfeña)
- ACA (Asociación Nacional para el fomento y la crianza del Ganado Bovino Canario)
- Federación de Arrastre Canario